# Campichoeta latigena
Campichoeta latigena is een vliegensoort uit de familie van de Diastatidae. De wetenschappelijke naam van de soort is voor het eerst geldig gepubliceerd in 1962 door McAlpine.